# Cupel (skała)
Cupel – skała w Dolinie Będkowskiej, w obrębie wsi Będkowice, w województwie małopolskim, w powiecie krakowskim, w gminie Wielka Wieś. Pod względem geograficznym położona jest na Wyżynie Olkuskiej wchodzącej w skład Wyżyny Krakowsko-Częstochowskiej
Znajduje się w dolnej części orograficznie lewych zboczy Wąwozu Będkowickiego będącego lewym odgałęzieniem Doliny Będkowskiej. Znajduje się w tym zboczu pomiędzy skałami Narożnik i Zjazdowa Turnia i podobnie jak wszystkie skały w Dolinie Będkowskiej zbudowana jest z późnojurajskich wapieni skalistych. Ma postać skalnej grzędy opadającej w dół zbocza. Jej najniższą część tworzy typowa skalna iglica od głównego masywu skały oddzielona szczeliną i oknem skalnym.
Na Narożniku i Zjazdowej Turni uprawiana jest wspinaczka skalna. Cupel nie zainteresował wspinaczy, natomiast stał się obiektem zainteresowania grotołazów. Jest w nim bowiem jaskinia o nazwie Tunel za Iglicą w Wąwozie za Bramą Będkowską.

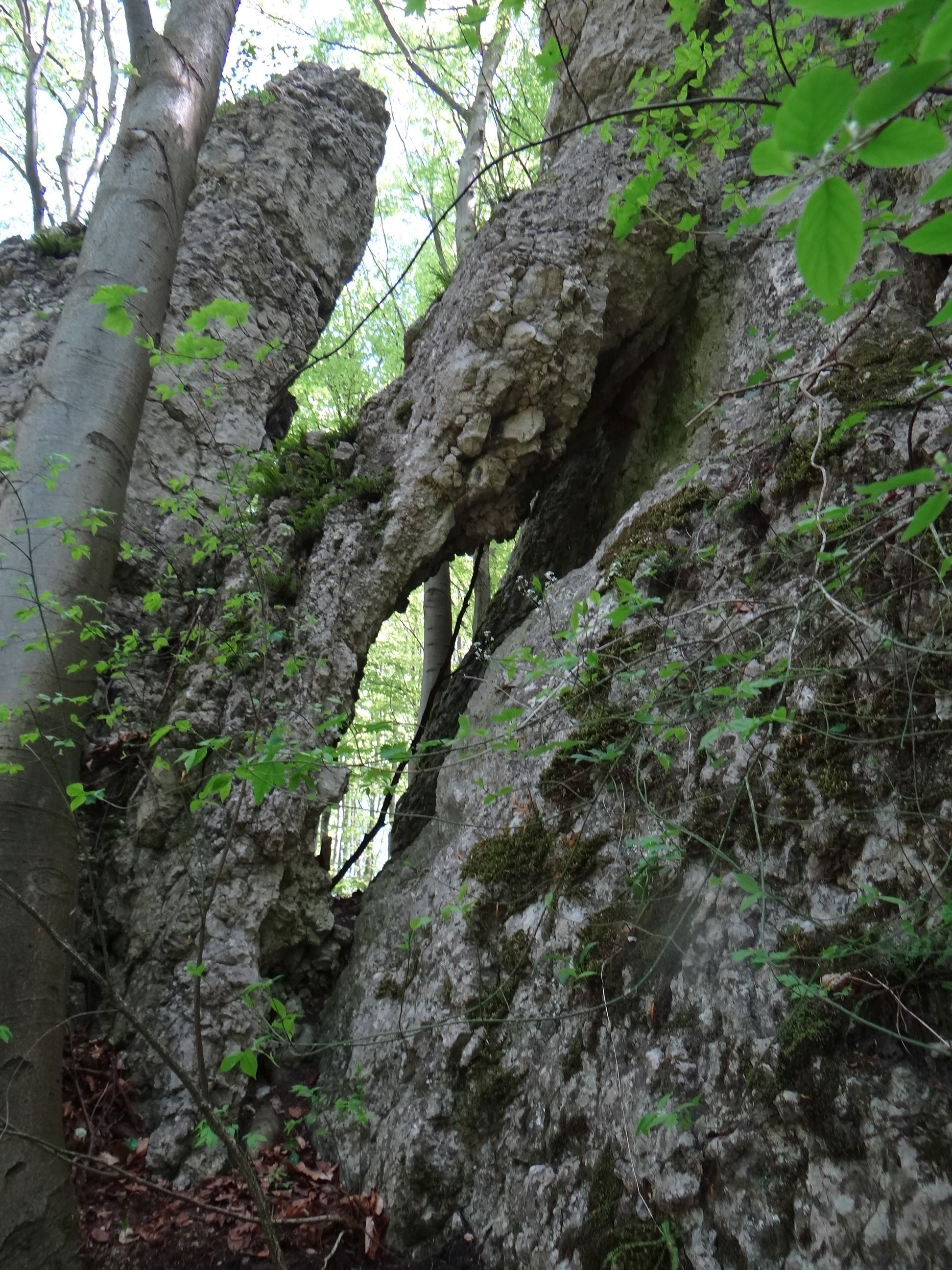
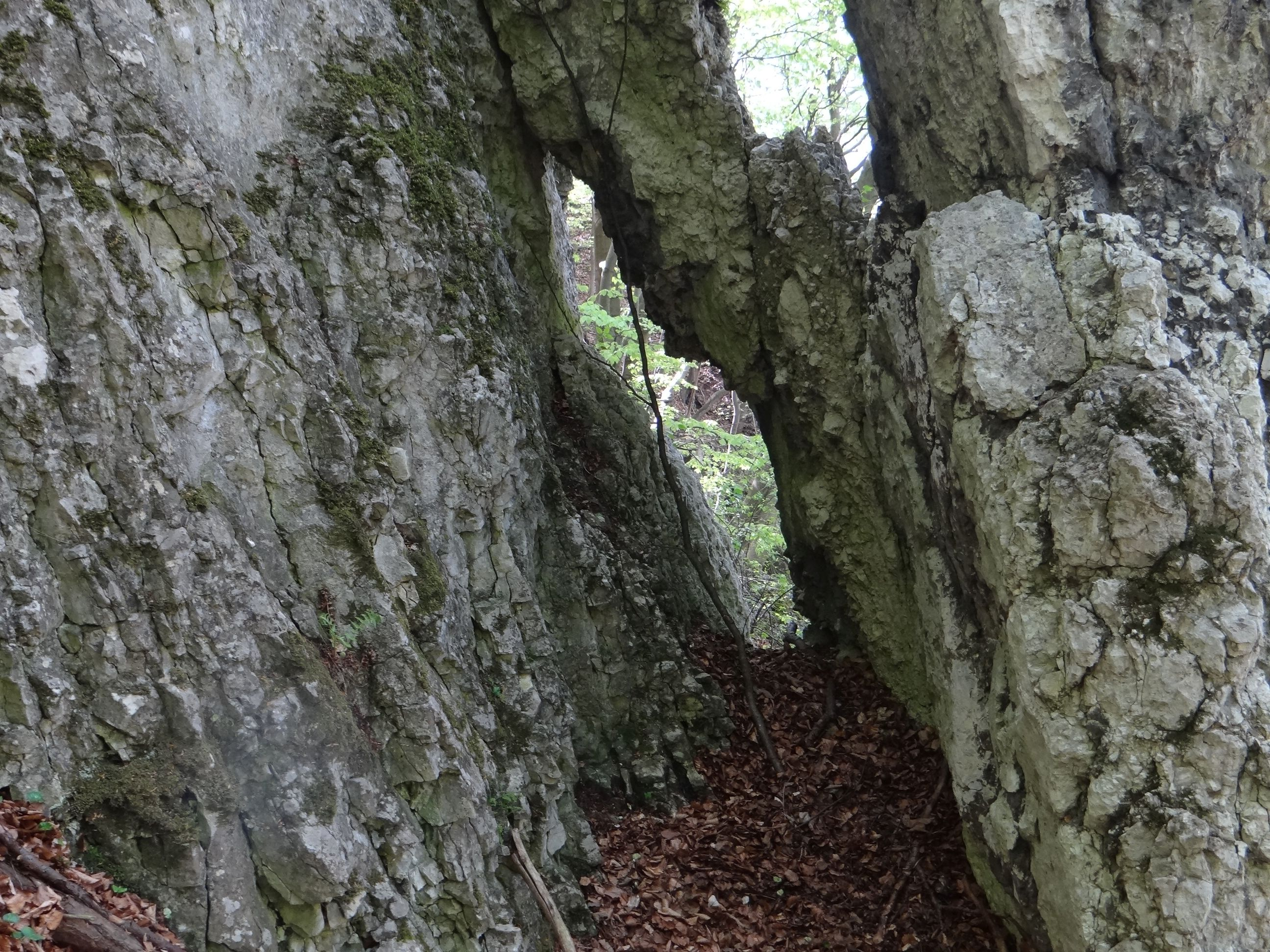
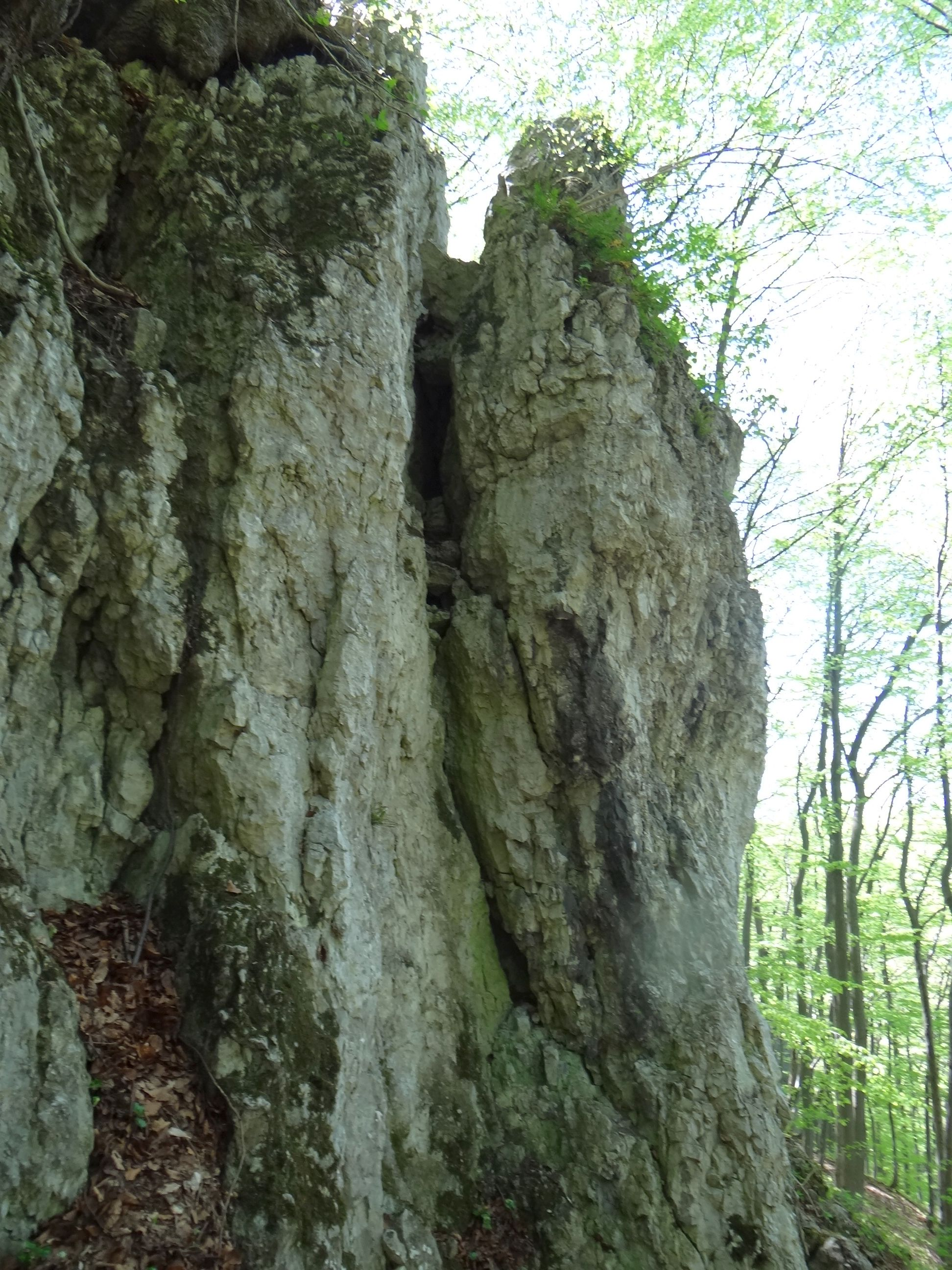
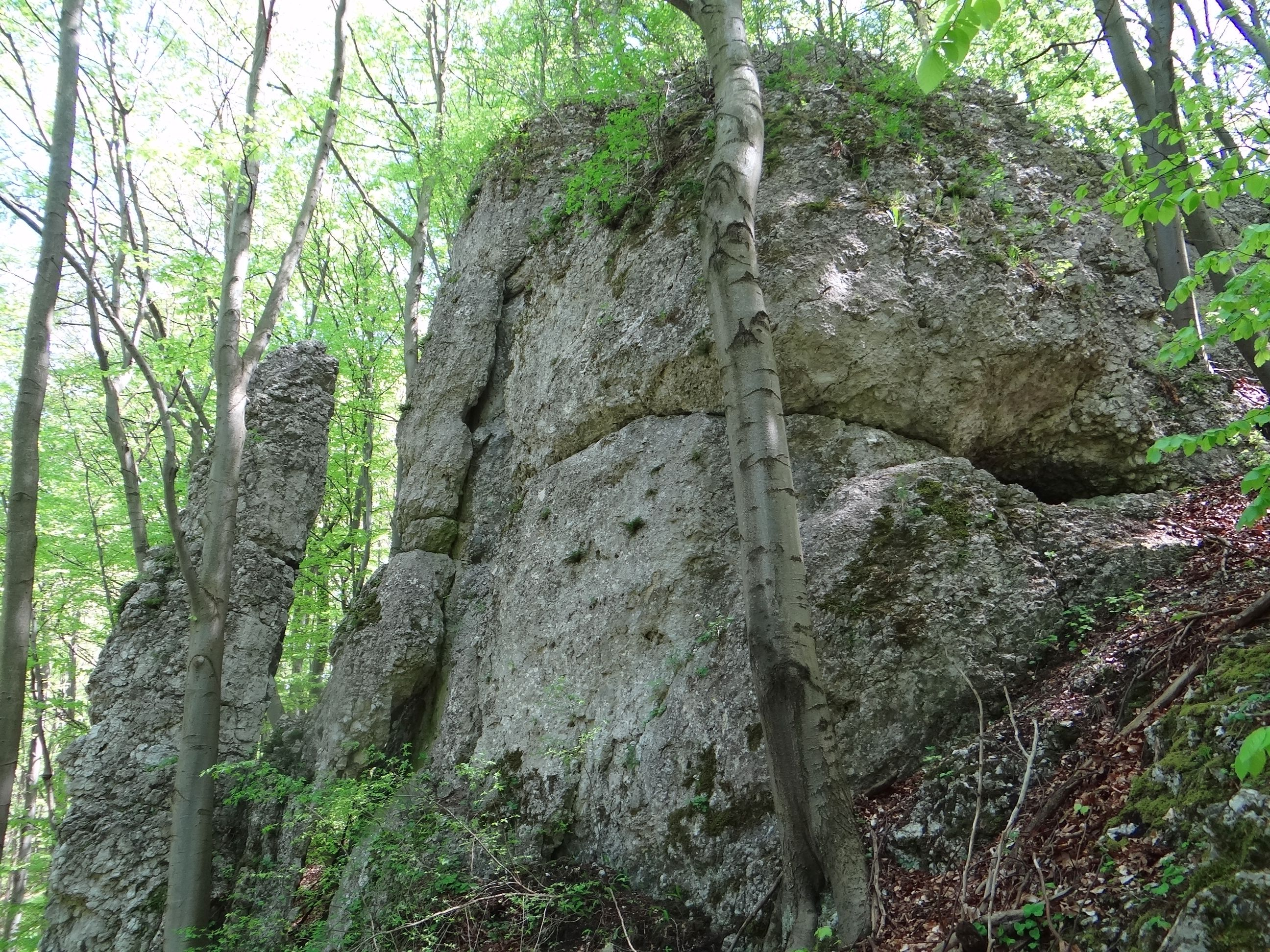
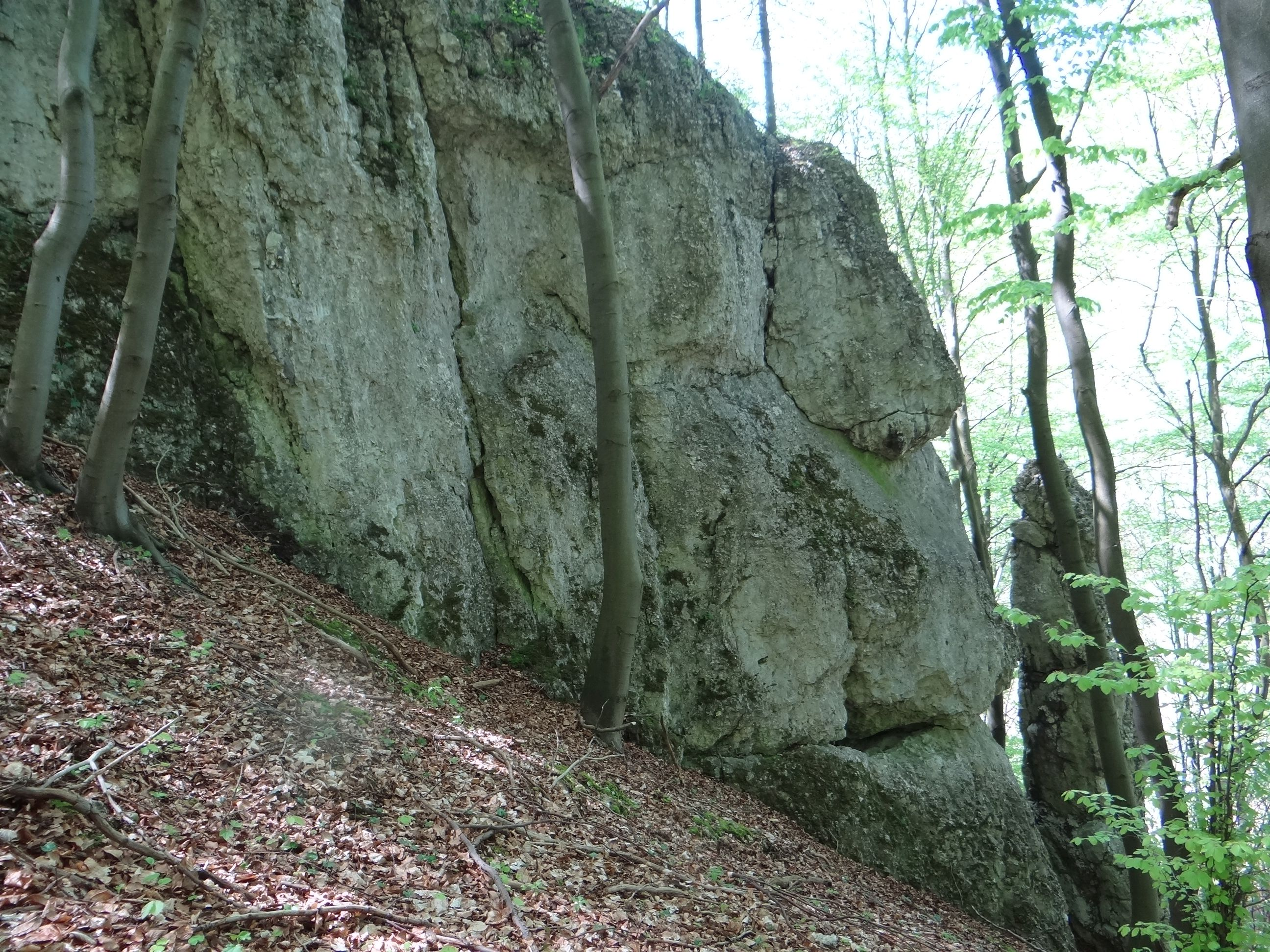